# 新春かくし芸大会
『新春かくし芸大会』（しんしゅんかくしげいたいかい）は、フジテレビ系列で1964年から2010年まで毎年1回、正月に放送されていた大型バラエティ番組。回によってタイトルに多少の変更がある。主に、元日のゴールデンタイム・プライムタイム（JST）に放送されていた。略称は『かくし芸』。

## 概要
NHKの『NHK紅白歌合戦』、TBSの『輝く!日本レコード大賞』と並ぶ、年末年始恒例大型番組の一つだった。1964年の第1回放送以来、「国民的番組」としての地位を築いてきた。放送形態は基本的に録画放送であるが、第2・33・46回〈1965・1996・2009年〉は生放送で放送された。
番組開始4年後の1968年にスタートした『初詣!爆笑ヒットパレード』や、2000年から毎年1月3日に新春特番として放送されている『平成教育委員会スペシャル』と並ぶフジテレビ恒例の新春特番の一つで1990年代にはこの新春特別番組の中に『タモリ・たけし・さんまBIG3 世紀のゴルフマッチ』もあった。
この番組は、基本的に渡辺プロダクション（ナベプロ）とフジテレビが共同で企画・制作していたが、著作権についてフジテレビは保有しておらず、ナベプロが所持していた。これは、技術費や美術費などは勿論のこと、演芸の練習や本番収録などにより、出演者が1週間以上拘束されるケースも珍しくなかったため、フジテレビが著作権を保有していると同局が莫大な制作費やギャランティーを支払うことになるのを回避することに加え、ナベプロにとっても制作費を負担する分、自社所属のタレントを正月から登場させるなど、思い通りの番組を作ることが出来るメリットがあったためである。
基本的に元日（1月1日）に放送されるが、年によっては1月2日や3日に放送されたこともあり、特に1970年代は本番組にレギュラー出演していたザ・ドリフターズの持ち番組『8時だョ!全員集合』（TBS系列）と重複しないように、放送日をずらすということが3回もあった。1980年代の一時期は、1日と2日の2部に分けて放送されていた。
審査は5人の審査員が1人最高10点の持ち点で合計50点満点を付け、最終的に合計点の多いチームが優勝となる。優勝チームが決定すると薬玉が割れると共に大量の紙吹雪と風船が降り、紙テープと「今年もよろしくお願いします」（「○軍勝利」「○組勝利」などのバリエーションもあり）と書かれたたれ幕が下がり、応援役のスクールメイツから大量の紙テープが投げられた。薬玉は1984年まではスタジオ中央の上部に一つだけ設置、1985年からは両軍の頭上に設置された。1996年は天井から大量の紙吹雪が『紅白歌合戦』のように降り続き、1997年のお台場移転以降はキャノン砲から風船、紙テープは入っていない。大量の紙吹雪が降る仕掛けを使用した。優勝チームのキャプテンにはヘンデル作曲の『見よ、勇者は帰る』のBGM（アレンジは宮川泰→たかしまあきひこ）と共に優勝カップが贈呈される。引き分けの場合、紙吹雪は降らず優勝カップも贈呈されない。ただし2006年は「両軍優勝」となり、大量の紙吹雪が降り両軍のキャプテンに優勝カップが手渡された。
視聴率は開始当初から1980年代初頭まで毎回30%（関東地区、ビデオリサーチ調べ、以下同じ）以上の高視聴率を獲得していた。最高は1980年の48.6%だった。しかし1983年以降は低下し始め、1994年から20%を割るようになった。2000年頃から15%前後で推移し2007年には16.0%に改善したが、2008年は再び13%を割った。そして2009年は13年ぶり3回目の生放送で初めて個人戦となったものの、初の1桁になった。
2010年元日の放送を以て47年の歴史に幕を閉じた。同時にフジテレビ開局50周年記念番組『新春かくし芸大会FOREVER』として総集編を約3時間にわたって放送した（視聴率は9.2%）。

## 放送日
- 各年度の平均視聴率は特記のない限りビデオリサーチ調べ、関東地区・世帯・リアルタイム。赤数字は最高視聴率、青数字は最低視聴率。空欄は不明。

| 回数   | 放送日時                                    | 司会                                       | 左側                                 | 左側                                    | 左側                                 | 右側                                 | 右側                                 | 右側                                 | 視聴率 |
| 回数   | 放送日時                                    | 司会                                       | チーム名                             | キャプテン                              | 得点                                 | 得点                                 | キャプテン                           | チーム名                             | 視聴率 |
| ------ | ------------------------------------------- | ------------------------------------------ | ------------------------------------ | --------------------------------------- | ------------------------------------ | ------------------------------------ | ------------------------------------ | ------------------------------------ | ------ |
| 第1回  | 1964年1月2日 16:45-17:55                    | （不在）                                   | 西軍                                 | 藤田まこと                              |                                      |                                      | 三木のり平                           | 東軍                                 |        |
| 第2回  | 1965年1月2日 22:00-23:30                    | 高橋圭三                                   | 西軍                                 | 植木等                                  |                                      |                                      | ハナ肇                               | 東軍                                 | 36.3%  |
| 第3回  | 1966年1月1日 22:00-23:30                    | 高橋圭三                                   | 西軍                                 | 植木等                                  |                                      |                                      | ハナ肇                               | 東軍                                 | 44.3％ |
| 第4回  | 1967年1月1日 21:30-23:11                    | 高橋圭三                                   | 西軍                                 | 植木等                                  |                                      |                                      | ハナ肇                               | 東軍                                 | 37.5％ |
| 第5回  | 1968年1月1日 16:00-18:00                    | 高橋圭三                                   | 西軍                                 | 植木等                                  |                                      |                                      | ハナ肇                               | 東軍                                 | 34.2%  |
| 第6回  | 1969年1月2日 19:00-20:56                    | 高橋圭三                                   | 西軍                                 | 植木等                                  |                                      |                                      | ハナ肇                               | 東軍                                 | 40.0％ |
| 第7回  | 1970年1月1日 19:00-21:26                    | 高橋圭三                                   | 西軍                                 | 植木等                                  |                                      |                                      | ハナ肇                               | 東軍                                 | 37.7%  |
| 第8回  | 1971年1月1日 19:00-21:26                    | 高橋圭三 芳村真理                          | 西軍                                 | 植木等                                  |                                      |                                      | ハナ肇                               | 東軍                                 | 38.4％ |
| 第9回  | 1972年1月2日 19:00-21:26                    | 高橋圭三 芳村真理                          | 西軍                                 | 植木等                                  |                                      |                                      | ハナ肇                               | 東軍                                 | 39.0％ |
| 第10回 | 1973年1月1日 19:30-21:55                    | 高橋圭三 芳村真理                          | 西軍                                 | 植木等                                  |                                      |                                      | ハナ肇                               | 東軍                                 | 44.1％ |
| 第11回 | 1974年1月1日 19:30-22:00                    | 高橋圭三 芳村真理                          | 西軍                                 | 植木等                                  |                                      |                                      | ハナ肇                               | 東軍                                 | 46.9％ |
| 第12回 | 1975年1月1日 19:00-21:55                    | 高橋圭三 芳村真理                          | 西軍                                 | 植木等                                  |                                      |                                      | ハナ肇                               | 東軍                                 | 43.1％ |
| 第13回 | 1976年1月1日 19:00-21:54                    | 高橋圭三 芳村真理                          | 西軍                                 | 植木等                                  |                                      |                                      | ハナ肇                               | 東軍                                 | 33.9%  |
| 第14回 | 1977年1月3日 19:00-21:54                    | 高橋圭三 芳村真理                          | 西軍                                 | 植木等                                  |                                      |                                      | ハナ肇                               | 東軍                                 | 38.4％ |
| 第15回 | 1978年1月2日 19:00-21:54                    | 高橋圭三 芳村真理                          | 西軍                                 | 植木等                                  |                                      |                                      | ハナ肇                               | 東軍                                 | 43.3％ |
| 第16回 | 1979年1月1日 19:00-21:54                    | 高橋圭三 芳村真理                          | 西軍                                 | 植木等                                  |                                      |                                      | ハナ肇                               | 東軍                                 | 39.1％ |
| 第17回 | 1980年1月1日 19:00-21:54                    | 高橋圭三 芳村真理                          | 西軍                                 | 植木等                                  |                                      |                                      | ハナ肇                               | 東軍                                 | 48.6%  |
| 第18回 | 1981年1月1日 19:00-21:54                    | 高橋圭三 芳村真理                          | 西軍                                 | 植木等                                  | 584                                  | 584                                  | ハナ肇                               | 東軍                                 | 38.5％ |
| 第19回 | 1982年1月1日 19:00-21:54                    | 高橋圭三 芳村真理                          | 西軍                                 | 植木等                                  | 676                                  | 678                                  | ハナ肇                               | 東軍                                 | 35.1%  |
| 第20回 | 1983年1月1日 21:03-22:54 1月2日 21:03-22:54 | 高橋圭三 芳村真理                          | 西軍                                 | 植木等                                  | 864                                  | 864                                  | ハナ肇                               | 東軍                                 | 37.2％ |
| 第21回 | 1984年1月1日 20:03-22:25 1月2日 21:03-22:54 | 高橋圭三 芳村真理                          | 西軍                                 | 植木等                                  |                                      |                                      | ハナ肇                               | 東軍                                 | 35.2％ |
| 第22回 | 1985年1月1日 18:35-20:54 1月2日 18:35-20:54 | 高橋圭三 芳村真理                          | 西軍                                 | いかりや長介                            | 825                                  | 824                                  | ハナ肇                               | 東軍                                 | 29.6％ |
| 第23回 | 1986年1月1日 18:35-20:54 1月2日 20:03-21:54 | 逸見政孝 芳村真理                          | 西軍                                 | いかりや長介                            | 741                                  | 742                                  | ハナ肇                               | 東軍                                 | 32.3％ |
| 第24回 | 1987年1月1日 18:35-20:54 1月2日 21:03-22:52 | 逸見政孝 芳村真理                          | 西軍                                 | いかりや長介                            | 716                                  | 717                                  | ハナ肇                               | 東軍                                 |        |
| 第25回 | 1988年1月1日 18:05-21:54                    | 逸見政孝 芳村真理                          | 西軍                                 | （不在）                                | 538                                  | 534                                  | （不在）                             | 東軍                                 | 22.3％ |
| 第26回 | 1989年1月1日 18:35-22:24                    | 露木茂 芳村真理                            | 紅組                                 |                                         | 498                                  | 512                                  |                                      | 白組                                 | 26.4％ |
| 第27回 | 1990年1月1日 18:35-22:24                    | 逸見政孝 芳村真理                          | 紅組                                 |                                         | 424                                  | 430                                  |                                      | 白組                                 | 21.3％ |
| 第28回 | 1991年1月1日 18:35-22:24                    | 堺正章 井上順                              | 紅組                                 | 堺正章                                  | 435                                  | 436                                  | 井上順                               | 白組                                 | 23.2%  |
| 第29回 | 1992年1月1日 18:35-22:24                    | 堺正章 井上順                              | 紅組                                 | 井上順                                  | 434                                  | 438                                  | 堺正章                               | 白組                                 | 23.3%  |
| 第30回 | 1993年1月1日 18:35-22:54                    | 逸見政孝 堺正章 井上順                     | 紅組                                 | 井上順                                  | 440                                  | 438                                  | 堺正章                               | 白組                                 | 20.9%  |
| 第31回 | 1994年1月1日 18:35-21:54                    | 堺正章 小堺一機 八木亜希子                 | 紅組                                 | 小堺一機                                | 875                                  | 877                                  | 堺正章                               | 白組                                 | 19.5%  |
| 第32回 | 1995年1月2日 18:35-21:54                    | 堺正章 小堺一機 八木亜希子                 | 紅組                                 | 小堺一機                                | 867                                  | 882                                  | 堺正章                               | 白組                                 | 17.9%  |
| 第33回 | 1996年1月1日 18:05-21:24                    | 堺正章 とんねるず 近藤サト 中村江里子      | 紅組                                 | （不在）                                | 381                                  | 371                                  | （不在）                             | 白組                                 | 19.1%  |
| 第34回 | 1997年1月1日 19:00-23:09                    | 中居正広 西山喜久恵                        | 紅組                                 | 香取慎吾                                | 338                                  | 336                                  | 草彅剛                               | 白組                                 | 19.7%  |
| 第35回 | 1998年1月1日 19:00-23:24                    | 中居正広 八木亜希子                        | 紅組                                 | 香取慎吾                                | 347                                  | 345                                  | 草彅剛                               | 白組                                 | 17.3%  |
| 第36回 | 1999年1月1日 18:30-21:30                    | 中居正広 八木亜希子                        | ヤング                               | 香取慎吾                                | 250                                  | 249                                  | 草彅剛                               | アダルト                             | 17.8%  |
| 第37回 | 2000年1月2日 18:00-20:54                    | 堺正章 笑福亭鶴瓶 ウッチャンナンチャン     | ヤング                               | 南原清隆                                | 223                                  | 235                                  | 笑福亭鶴瓶                           | アダルト                             | 18.1%  |
| 第38回 | 2001年1月1日 18:00-20:54                    | 堺正章 笑福亭鶴瓶 ウッチャンナンチャン     | ヤング                               | 南原清隆                                | 237                                  | 235                                  | 笑福亭鶴瓶                           | アダルト                             | 15.1%  |
| 第39回 | 2002年1月2日 19:00-21:54                    | 堺正章 笑福亭鶴瓶 ウッチャンナンチャン     | ヤング                               | 南原清隆                                | 315                                  | 318                                  | 笑福亭鶴瓶                           | アダルト                             | 13.4%  |
| 第40回 | 2003年1月1日 18:00-20:54                    | みのもんた 八木亜希子                      | 西軍                                 | 恵俊彰 松本明子 ネプチューン 氷川きよし | 271                                  | 273                                  | 堺正章                               | 東軍                                 | 14.5%  |
| 第41回 | 2004年1月1日 18:00-21:09                    | みのもんた 内田恭子 高島彩                 | 西軍                                 | 笑福亭鶴瓶                              | 226                                  | 235                                  | 堺正章                               | 東軍                                 | 15.3%  |
| 第42回 | 2005年1月1日 18:00-21:09                    | みのもんた 内田恭子 高島彩                 | 西軍                                 | 笑福亭鶴瓶 久本雅美                     | 249                                  | 250                                  | 堺正章                               | 東軍                                 | 14.9%  |
| 第43回 | 2006年1月1日 18:00-21:24                    | みのもんた 内田恭子 高島彩                 | 西軍                                 | 久本雅美                                | 249                                  | 249                                  | 堺正章                               | 東軍                                 | 12.4%  |
| 第44回 | 2007年1月1日 17:50-20:54                    | みのもんた 高島彩                          | 西軍                                 | ネプチューン                            | 246                                  | 245                                  | 堺正章                               | 東軍                                 | 16.0%  |
| 第45回 | 2008年1月1日 17:50-21:17                    | みのもんた 高島彩                          | 西軍                                 | ネプチューン                            | 240                                  | 242                                  | 堺正章                               | 東軍                                 | 12.6%  |
| 第46回 | 2009年1月1日 18:30-20:54                    | 高島彩                                     | （個人対戦）                         | （個人対戦）                            | （個人対戦）                         | （個人対戦）                         | （個人対戦）                         | （個人対戦）                         | 08.6%  |
| 第47回 | 2010年1月1日 18:00-20:54                    | 堺正章 中山秀征 恵俊彰 ネプチューン 高島彩 | （総集編、コンテスト形式でなかった） | （総集編、コンテスト形式でなかった）    | （総集編、コンテスト形式でなかった） | （総集編、コンテスト形式でなかった） | （総集編、コンテスト形式でなかった） | （総集編、コンテスト形式でなかった） | 09.2%  |

## 番組の歴史

### 1964年 - 1970年代
- 1964年：「新春ポピュラー歌手かくし芸大会」としてスタート、新聞のラテ欄では「新春かくし芸大会」と表記。対戦形式は東軍－西軍だった。西軍に藤田まこと、東軍に三木のり平という当時の東西の喜劇界を代表する看板役者をキャプテンに迎えて対抗色を演出した。この回に関しては正式な司会者は設置されず、審査員も小学生10名が務めた。放送時間は夕方で、16:45 - 17:55の70分間であった。
- 1965年：初めて司会進行役を設け、高橋圭三が担当し以降1970年まで高橋が1人で司会なる。同時に審査員もタレントや著名人を迎える形となった。キャプテンは渡辺プロダクション（以下ナベプロ）所属のハナ肇、植木等らハナ肇とクレージーキャッツやいかりや長介、加藤茶らザ・ドリフターズの面々が務め、看板歌手であったザ・ピーナッツが出演するなど、番組の制作会社でもあるナベプロのカラーが強くなっていく。この年と翌1966年は初の生放送で放送時間は90分間に拡大し、土曜22時枠の『夜の十時劇場』内で放送した。この年から1980年代まで年間視聴率ランキングの上位の常連になっていた。1965年・1966年の両大会は23:30までの放送だが、これは歴代でも一番遅い。
- 1968年：放送枠が2時間に拡大する（ - 1969年）。放送時間は夕方であった。
- 1969年：放送時間が再び夜に戻り、初の19時台での放送。
- 1970年：カラー放送を開始。番組タイトルが「新春スター・かくし芸大会」に改題し、放送枠も2時間半に拡大（ - 1974年）。
- 1971年：芳村真理が司会に初参加、高橋・芳村のコンビ司会となる。以後15回に亘りこのコンビでの司会が続き、フジテレビの正月の顔として定着した。
- 1972年：TBSの『8時だョ!全員集合』放送（通常版）が元日放送になったため、1月2日に放送。元日は『スペクトルマン』・『クイズグランプリ』・『スター千一夜』・『清水次郎長（竹脇無我主演版）』・『ズバリ!当てましょう（第1期）』といった通常番組を放送した[注 4]。
- 1975年：放送枠が3時間に拡大（ - 1982年）。ザ・ピーナッツはこの回が最後の出演となった。
- 1976年：この年の「曲独楽」に挑戦から堺正章の個人芸が始まる。
- 1977年：1972年以来『8時だョ!全員集合』が元日放送となったため、放送日が1月3日に。この年の元日は『ヤッターマン（第1作）』（この日スタート）・『ズバリ!当てましょう（第2期）』・『欽ちゃんのドンとやってみよう!（第1期）』と、『欽ドン』特別版『お正月!欽ちゃんのまだまだやってみよう!』、翌2日は『サザエさん』・『世界名作劇場』（この年は『あらいぐまラスカル』）・『オールスター家族対抗歌合戦』などのレギュラー番組を中心に放送した。1月3日の放送はこの年が唯一となる。この年から、ハナ肇の銅像ギャグが始まる（ - 1993年）。
- 1978年：この年の元日にTBSで「お正月だョ!全員集合」（前日『第19回日本レコード大賞』で休止した『8時だョ!全員集合』の特別版）を放送したため、事務所の折り合いから1月2日に放送された。この年の元日は前年と同じく『サザエさん』『世界名作劇場』（この年は『ペリーヌ物語』でこの日スタート）などといった通常番組が放送された[注 5]。

### 1980年代
- 1980年：番組史上最高視聴率48.6%（ビデオリサーチ調べ・関東地区、以下同じ）を記録し、同年の年間視聴率ランキングで第3位となった。1993年までに常時20 - 30%の視聴率を獲得し、『紅白』『レコ大』と双璧をなす年末年始恒例の国民的番組へと発展した。テーマ曲『一月一日』は、編曲担当の宮川泰は変わらないものの、新たにアレンジされた（ - 1989年）。
- 1983年：出演者数の増大、演目の時間の関係などを理由に2部制（基本的には元日と1月2日の2日間連続放送）へと放送形態を変更（ - 1987年）。この年の放送枠は4時間、以後1984年に4時間半、1985年には5時間になった。この回から番組中盤の「スクールメイツによる応援合戦」を廃止、その代わり、番組第1部のアバンタイトルでスクールメイツによる「マスゲーム」が行われる（1986年まで）。この年の第1部は、『8時だョ!全員集合』の元日特別版が19:30 - 20:54に編成されたため[注 6]、21:00 - 22:54で放送、21時台開始になったのは1967年の第4回以来である。結果は864対864で引き分け、「20世紀」・「昭和」では最後の引き分け、または「預かり」（優勝杯は贈らず紙吹雪や風船も無し。）は最後となった。前々回（1981年）は584対584で引き分け、わずか3年の間に2回も引き分けが出る結果になった。
- 1985年：西軍キャプテンを植木からいかりやに交代。オープニングの獅子役を前年のドリフから若手のチェッカーズ、少年隊へと交代した。これに伴い冒頭の「ドリフのケンカ」が無くなる。
- 1986年：21回連続で司会を担当してきた高橋が審査委員長に回り、新たな男性司会者として当時フジテレビのアナウンサーだった逸見政孝が参加、逸見・芳村コンビでの司会は1989年を除く1990年まで続いた。放送枠が再び4時間に戻る。審査員席の「得点表示機」はこの回から「出し物用」と「合計得点用」を統一、電球式から7セグ式表示に変更した。
  - これまでキャプテンとして牽引して来た植木等やいかりや長介、小松政夫らがこの時期に番組を勇退。代わって若手アイドルやタレントの出演が多くなり世代交代が進んだ。これに伴い、ラストの「キャプテン対決」がこの回から廃止された。この頃、ナベプロ以外の芸能事務所に所属しているタレントも出演するようになった。植木は1994年に復帰、出演しなかった回もあるが2005年まで出演した。
  - 逸見が総合司会になってから1990年まで両軍キャプテンは固定しなかった。
- 1988年：放送形態が2部制から1部に統一される。アバンタイトルの「マスゲーム」を廃止し、代わって特別ゲスト（この回はブルック・シールズと「岡谷太鼓」）によるかくし芸とご挨拶になった。「第25回」を記念して、番組中盤に過去の演目が放送された。
- 1989年：「昭和」最後の大会（この時期は「昭和64年」）。対戦形式を紅白に変更。1回限りであるが、当時フジテレビアナウンサーだった露木茂が芳村と司会を担当した。前年の総合司会の逸見は白組の一員として参加。[3]50点満点制では最多の点差（14点差）がついた。
  - 番組タイトルのロゴとレイアウトが「毎年統一」から「回替わり」に変更され、同時に必ず「放送年の干支」が入る様になった。

### 1990年代
- 1990年：「平成」初の大会。これに伴い、番組の様々な改革が行われ審査委員長の高橋と総合司会の逸見・芳村がこの回を以て番組から降板する。
  - 音楽担当が宮川泰からたかしまあきひこに変更、これに伴い、番組テーマ曲『一月一日』と優勝カップ授与時の曲『見よ、勇者は帰る』の編曲がたかしまバージョンに、オープニングでも出演者による「一月一日」の大合唱がされるようになった。優勝ファンファーレもたかしま作曲バージョンに変更、これらは最終回まで使用された。
  - この回から優勝カップ授与時には「優勝カップ授与」のテロップが入る様になった（末期は廃止）。
- 1991年：芳村・逸見の「2人総合司会」から、井上順・堺の「両軍キャプテン=司会」に交代。同時にオープニングの出演者ロールが男性・女性から演目と出演者を紹介するものに、スタッフクレジットはエンディングのみとなった。この回は「先輩vs後輩の年の差対決」となり、吉田栄作vs和田アキ子、堺正章vs近藤真彦、田原俊彦vs井上順といった対決があった。
- 1993年：同年9月にハナ肇が死去したことからハナの銅像ギャグはこの年が最後となった。（ハナの最後の出演は「ウッチャンナンチャンのかくし芸大会への道」）
- 1994年：番組タイトルを「新春かくし芸大会」に改題、放送枠は3時間半に縮小（ - 1996年）した。審査員が5人から10人に増えたが1996年以降は再び5人に戻る。この回だけ番組対抗かくし芸があり、当時の『上岡龍太郎にはダマされないぞ』『クイズ!年の差なんて』『夢がMORI MORI』『平成教育委員会』にドラマ4番組を加えた8番組が参加した。1対決だけの番組内は“音効さんドラマ”と呼ぶラジオドラマ対決もあった。
- 1995年：1日に『オールスター爆笑ものまね紅白歌合戦!!』が編成されたため、単独では1978年以来の2日放送となる。
- 1996年：1965年以来31年ぶりの生放送だったがオープニングの演目以外はすべて事前収録のVTRであり、翌年以降は番組全体がVTR放送に戻った。この回は両軍キャプテンを置かず司会は堺ととんねるずが担当し、両軍進行役に女子アナウンサー2名を起用した。露木はこの回を最後に降板し、当時この回のみ、ジャニーズ事務所（現STARTO ENTERTAINMENT)のタレントは出演していなかった。この年まで河田町社屋・第6スタジオで収録した。とんねるずはこれに引き続き当時土曜夜に放送されていた公開オークション番組『とんねるずのハンマープライス』の生放送による新年特番にも出演した。対戦数が9から8に縮小された。
- 1997年：同年3月にフジテレビ社屋が河田町からお台場へ移転するのに先駆けて、V4スタジオからの収録、河田町社屋からの送出となった。放送時間は4時間に拡大されたが、対戦数が8から7に縮小された。総合司会に中居正広、両軍キャプテンに香取慎吾や草彅剛といったSMAPの3人を起用、SMAPは「オープニング演目」として2年ぶりにかくし芸に出演した（ - 1999年）。この回だけ「最優秀演目賞」「最優秀個人賞」「審査員特別賞」が設けられた。終了時刻は23:07だが、23時台までかかったのは第4回（1967年。23:11まで）以来。
- 1998年：審査員個人別採点の公表を廃止。タイトルの「かくし芸」の部分を公募による題字で表現した。この回はSPEED・MAX・山瀬まみなど女性メンバーをメインとした演目をする紅組と堺・中山秀征・小堺一機・田代まさしなど男性メンバーをメインとした演目をする白組の対戦形式だった。終了時刻は23:24で、「2回連続23時台まで」は第2回・第3回以来。また第2・3回は23:30までの放送で、23:24終了は歴代3番目に遅い終了だった。この年からは番組の送出も台場社屋からとなった。
- 1999年：対戦形式をアダルトチーム対ヤングチームに変更。1演目を除き満点だった。この回から3時間放送となり、2002年（7対戦）と2003年（6対戦）を除いて対戦数を5対戦に縮小した。この回はアダルトチームのビートたけしとヤングチームのダウンタウン・松本人志による得点を付けなかった番外2演目があった。

### 2000年代
- 2000年：『LOVE LOVE あいしてる』を母体にした大型年越し特番『ワールドカウントダウンスーパースペシャル 24時間まるごとライブ LOVE LOVE 2000 世界のこどもたちへ僕らが愛でできること』（1999年12月31日21:00 - 2000年1月1日20:54）を編成した関係上、1月2日に放送。堺が再び総合司会に戻り中立を内村光良、ヤングチームのキャプテンを南原清隆、アダルトチームのキャプテンを笑福亭鶴瓶が担当した。この回からジャニーズ事務所のタレントが出演しなくなり、ビートたけしもこの年から降板した。植木が司会者から審査員長になった。この年、堺はかくし芸を披露しなかった。
- 2001年：両チームへの応援合戦が始まり、堺が2年ぶりにかくし芸を披露した。
- 2002年：元日に『クイズ$ミリオネア』元日SP（18:30 - 20:54）と『救命病棟24時』元日SP（21:00 - 23:20）を編成したため、1月2日の19:00 - 21:54で放送、最後の非元日放送となるが、13.4%の歴代最低視聴率（当時）を更新した。この回では演目でマルシアと共演した田代まさしが前年12月に不祥事で逮捕され、それをきっかけにフジテレビは急遽田代の出演部分を全てカットし演目開始の際にその旨のテロップを表示して放送した。しかし遠景ではあるが田代の姿が時折映ることがあり、特に最後の得点発表シーンでは時間にして約3秒ほど画面の中央右に小さく映っていた。再放送では本放送の際に小さく映っていた田代の顔のみをデジタル処理により消去し、あるいは白く塗りつぶすなどの処理がなされた。演目開始時のテロップは表示されなかった。
- 2003年：前年番組の総合プロデューサーが人事異動に伴う交代に伴い司会がみのもんたになり同時に審査員陣の一新、対戦形式も再び東軍－西軍になり、2001年以来OP演目が再導入された。番組タイトルロゴが赤い丸玉の文字の中に「新春」のものになり2004年を除き最後まで使用された。堺が東軍監督、補助として中山が参加し恵俊彰・松本明子・ネプチューン・氷川きよしらが西軍監督を務めた。
- 2004年：この回から同時ネット局のみ字幕放送を実施、放送枠も15分拡大し3時間15分に。西軍監督として鶴瓶が2年ぶりに登場、補助として松本明子が参加した。この年から、司会はみの・内田恭子（東軍進行）・高島彩（西軍進行）の3人体制になった（ - 2006年）。
- 2005年：スタッフを刷新。OP演目が廃止されたことを受け、応援合戦の時間が拡大された。西軍監督は鶴瓶と久本雅美の2人体制に。この年を以て植木が降板し、翌年（2006年）から谷啓に交代する。
- 2006年：1996年以来10年ぶりに3時間半放送に戻り21:24まで放送された（同年と同じ放送日時）が、視聴率は歴代最低（当時）の12.4%を記録した。西軍キャプテンは久本が1人で務め、青木さやかが西軍副キャプテンとして参加した。
  - 2002年からここ4回同時ネットしていたテレビ宮崎（UMK）については翌1月2日 12:00[注 7]に放送され、宮崎地区では2002年以来4年ぶりに1月2日に放送された。
  - 番組オープニングなどで行った出演者ロールは2009年まで廃止された。
  - 十数年ぶり平成では初の両軍優勝となった。演目では50点満点を出した2演目あった東軍が勝っていたが、応援合戦（ジャイアント相撲）では逆に西軍が勝ち数が多かったため得点が同じとなった。
  - 再放送では特別チャレンジ演目に出演したボビー・オロゴンが所属事務所内で暴行事件を起こしたことを受け、ボビーの出演部分をカットすると共に放送した3局の番組表では、ボビーの名前などを省略した。
- 2007年：ハイビジョン放送を開始。4年ぶりに3時間放送に戻る。2001年から続いた「応援合戦」は行わなかった。収録は2006年11月18日に行われた。
  - 2003年に東西両軍形式に変更して以来、初めて西軍の単独優勝（1点差）となった。
  - 当初は18:00開始の予定だったが制作者の意向により前年より10分前倒しされ、17:50開始となった。
  - 司会はみの・高島の男女1ペア体制になった。スタジオでの生演目は前年は10演目中7演目だったのに対して、この回は3演目に縮小された。
  - ネプチューンが西軍のキャプテンに移行し、中山秀征は正式に東軍の副キャプテンになった。
  - 視聴率が16.0%（ビデオリサーチ・関東地区調べ）と2004年以来3年振りに15%越え、21世紀では最高だった。2000年以来7年ぶりに同時間帯（元日 18:00 - 21:00）視聴率トップを奪取した。
  - 1999年を最後に降板したビートたけしはこの年と翌2008年の2年間、特別演目という形式で再登板となった。
  - 谷啓はこの年をもって番組から降板し、初期から出演していたクレージーメンバー出演もこれが最後となった。
- 2008年：ステレオ放送を開始。FNS28局フルネットで放送される。元日に放送するのは2003年以来6年連続である。昨年と同様に司会陣・両軍キャプテン陣・オープニング演目は同じメンバーだった。『クイズ!ヘキサゴンII』のメンバーが初登場し、新メンバーが加わり団体芸を中心とした内容になった。応援合戦が2年ぶりに復活し、収録は2007年11月24日に湾岸スタジオで行われた。
  - 関東地区における視聴率は、歴代ワースト2となる12.6%を記録した。
  - 再放送（関東地区では2月2日に放送）では、本放送時に行われた「応援合戦」がカットされた。
- 2009年：これまで番組を見ていた視聴者の閉塞感打破を狙うため、1996年以来13年ぶりの生放送となった。スタジオはもとより一部の演目も生で行われた。しかし、放送時間は2時間半（18:30 - 20:54）に縮小し、演目数も6演目に減少した。大会史上初めて、東西、ないしは紅白のチーム戦形式をやめて、演目毎の対抗戦による個人戦形式となった。審査方法も従来の5人の審査員による審査に加え視聴者による電話投票も行い、審査員の点数に視聴者の投票した点数の平均点を加えて最も点数の多かったチームに「ベスト・オブ・かくし芸」の栄誉が与えられた。前年まで司会をしていたみのは降板、高島は進行として残り他は堺・中山・恵・名倉潤（ネプチューン）の4人が司会を担当した。
  - 視聴率は2年連続で低下し番組史上最低の8.6%となり、初めて1桁を記録した。
- 2010年：フジテレビ開局50周年記念番組『新春かくし芸大会FOREVER』として、3時間にわたる総集編を放送。過去46回の集大成としてかくし芸大会で数々の名作を繰り広げた堺、中山、恵の3人によるスペシャル演技のみが披露された。
  - 総集編ということから過去に放送された名作の数々を再構成して放送し、出演者らと座談会を繰り広げるという内容がメインでコンテスト形式を撤廃。全編録画であった。
  - 最後に「一月一日」の大合唱をした後、スタジオから大量の紙テープ・紙吹雪が投げ込まれ、歓声とともに47年の歴史に終止符を打った。

## 番組構成の変遷
- 番組オープニングでは、1996年まで年始のあいさつの後に『一月一日』（作詞：千家尊福、作曲：上真行）のオープニングバージョンが流れ番組タイトルと出演者紹介ロールを出していたが1997年では同曲のOPバージョンが流れ、司会者（1997年のみ審査員）の紹介ナレーションの後、別に年始のあいさつ・番組タイトル・出演者紹介ロールを出していた。2000年では同曲のOPバージョンが流れ番組タイトル・司会者の紹介ナレーションの後、年始のあいさつを行い別に番組冒頭で出演者紹介ロールを出していた。2003年からは同曲のOPバージョンが流れ番組タイトル・出演者紹介ロールを経て司会者の紹介ナレーションの後、年始のあいさつをする形になった。
  - 1987年までは年始あいさつが無くいきなり番組が始まっていたが、1988年からオープニング前のアバンタイトルで、特別ゲストらによるかくし芸を行ったあと、司会者または両軍キャプテンによる「みなさん」「あけまして」の後に全出演者で「おめでとうございます！」の年始あいさつで始まる様になった。
- 1984年までは副キャプテン格であるザ・ドリフターズ（1985年では少年隊・男闘呼組）のメンバーが獅子舞の演舞を行っているところから番組がスタートし一通り演技を終えた後に西軍のいかりや長介・高木ブーと東軍の加藤茶・仲本工事・志村けんが一悶着を起こし、そこに仲裁に入る形で司会の高橋・芳村が登場するというパターンが恒例化していた。
  - その一悶着も当初は単に口論だけだったが、やがて「もうやめようよ」と言いながら「こういうことするのはさ」と言って平手打ちをしたり殴り合いしていく様になった。
- 1989年のOPは初の紅白戦ということもあって、間奏の部分にハイライトシーンを挿入する構成となっていた。昭和天皇の病状悪化による自粛ムードのためOP・ED共同曲はBGMのみで歌は歌われず、OPは露木茂のナレーションを被せて放送された。
  - OP・ED共同曲『一月一日』は1980年代中盤まではEDのみ全出演者で歌っていたが、1980年後期（1989年を除く）以降はOPでも全出演者で歌う様に変更された。
- キャプテンが「植木・ハナ」時代の「先攻決め」は、植木とハナのじゃんけんで決めていたが、植木のキャプテン降板後は廃止され、『NHK紅白歌合戦』と同様あらかじめ抽選で決める様になった。いずれの時も「中間発表」後の後半戦からは「攻守交代」として先攻を入れ替えた。
- 2006年は実際にOP部分の収録があり実際の本放送では放送されなかったが、2007年ではOP部分が復活された。出演者に関しては、演目のみ部分出演者のロールを流した。
- かつては司会者が番組の開始時より既に審査員席の下部にある階段の前に「板付き」の状態のまま登場していたが、2000年から司会者の紹介の時に各チームの得点盤の前の階段から登場している。
- 審査員紹介は2002年大会まではあったが、2003年以降はなくなった。ただし、1997年に限ってはOPで司会者の紹介を行った後に審査員の紹介を行った。
- 1970年代 - 1982年までは番組内でスクールメイツによる応援合戦があった。ここでは、例外もあるが[注 8]前年のヒット曲の替え歌を応援歌として歌っていた。合戦では替え歌の元歌を歌った歌手も参加するが、原則として自分では歌わず台詞もない[注 9]。1983年からは廃止され、その代わりに第1部アバンタイトルでスクールメイツによる「マスゲーム」が登場、一方の応援歌は、おニャン子クラブによる1986年の『セーラー服を脱がさないで』の替え歌、1987年の『お先に失礼』の替え歌が最後となった。
- 1990年代までは1回戦毎に各チームの出し物の紹介の後、各チームの出し物、審査員の感想の後に各チームの得点を出す形だった。1997年以降は各チームの出し物の紹介の後に先攻チームの出し物、審査員の感想の後に得点を出した後、後攻チームでも同様のことを行っている。
- EDの総合得点発表では1998年から2000年に関しては各チーム毎の総合得点を出す形だった頃を除き両軍同時に発表する形で、発表時のBGMは1999年の頃から終了まで変わらなかった。
- その後優勝杯授与と『一月一日』のEDバージョンが流れるが、2003年では間奏をカットしている。
- 2003年から曲の後奏部分で提供クレジットを出したり2004年と2005年は優勝杯授与からスタッフロールを出し、同曲のEDバージョンの短縮版で終了している。但し、1998年に関しては各チームキャプテンの感想の途中で提供クレジットを出した。
- スタジオセットは左側西軍（紅組・ヤングチーム）出演者席・中側審査員席・右側東軍（白組・アダルトチーム）出演者席だったが、1997年だけは左側審査員席・右側出演者席で誰が紅組・白組の出演者なのか分からなかったため1998年以後は元に戻った。2004年のEDでは「テーブルクロス引き」があったためセットを片付けず、誰が西軍・東軍の出演者なのか分からなくなってしまった。
- 審査員席や得点表示機がある中央側のセットは、正月仕様にしているものの、1980年代まではシンプルだったが1990年代からは一転して派手になり、1990年（午年）では「両脇に1頭ずつのウマ」、1991年（未年）では「得点表示機の間にヒツジ[注 10]」、1992年（申年）では「表示機の上に赤扇子と白扇子を持ったサル」、1993年（酉年）では「両脇にニワトリ」、1999年（卯年）では「審査員席両脇に紋付姿のウサギ」などの様に、可動式の干支のセットが備えられる様になった。
- 審査員席は1997年から2003年の大会までは生演目の際にゴンドラを上昇していたが、それ以外はそのままだった。
- 出し物の映像を映し出すモニターは1990年代前期までは両軍の出演者席前に設けられていたが、同年代後期からは得点表示機の間に設けられた。
- 得点表示機は1985年までは審査員席の上に出し物用の2桁の得点表示機、その上に合計得点用の3桁の巨大得点表示機という構成だったが[注 11]、1984年から表示機の構成は変わらないものの、「合計得点」表示は「中間発表」と「総合得点発表」の時のみに変わり、1986年からは出し物用表示機を廃止し合計得点表示機で出し物の得点を出すようになり、2006年から2008年は視聴者のみ「現時点での合計得点」を2006年のみ最終対決まで表示、以降は最終対決の前まで表示した。
  - 得点表示機の表示形式は、『クイズグランプリ』・『ものまね王座決定戦』・『オールスター紅白大運動会』などのフジテレビ番組で使用された表示を使用したが、1986年大会より7セグ式に変更[注 12]、以後最終大会まで7セグ式を使用した。
- 1986年から司会者が高橋圭三から逸見政孝に交代したことを機に、司会者などのマイクがマイクキャップ付き（当時は「夜のヒットスタジオ」や「クイズ・ドレミファドン!」など見かけたが、現在は「FNS27時間テレビ」「ものまね紅白歌合戦」などの特番で見られる。）に変更された。

## 司会・キャプテン

### 司会
1964年は、司会なし。
- 1965- 1970年：高橋圭三
- 1971 - 1985年：高橋圭三、芳村真理
- 1986 - 1988年：逸見政孝、芳村真理
- 1989年：露木茂、芳村真理
- 1990年：逸見政孝、芳村真理
- 1991、1992年：○堺正章、○井上順
- 1993年：○堺正章、○井上順、逸見政孝
- 1994年：植木等（ご意見番）、○堺正章、○小堺一機、■八木亜希子
- 1995年：○堺正章、○小堺一機、■八木亜希子
- 1996年：●堺正章、とんねるず（石橋貴明・木梨憲武）、■中村江里子（紅組）、■近藤サト（白組）
- 1997年：中居正広、■西山喜久恵
- 1998・1999年：中居正広、■八木亜希子
- 2000年：堺正章、◎笑福亭鶴瓶、ウッチャンナンチャン（◎南原清隆・内村光良=中立）
- 2001年 - 2002年：●堺正章、◎笑福亭鶴瓶、ウッチャンナンチャン（◎南原清隆・内村光良=中立）
- 2003年：みのもんた、八木亜希子（フリーの女性アナウンサーとしては初司会）
- 2004年 - 2006年：みのもんた、■内田恭子（東軍）、■高島彩（西軍）
- 2007年 - 2008年：みのもんた、■高島彩
- 2009年：■高島彩

○：キャプテン役・演技者兼務、●：演技者兼務、◎：キャプテン役兼務、■：進行（フジテレビ女子アナ）

### キャプテン
- 藤田まこと（1964年、第1回の西軍キャプテン）
- 三木のり平（1964年、第1回の東軍キャプテン）
- 植木等（ - 1984年、西軍キャプテン）
- いかりや長介（1985年・1986年、西軍キャプテン）
- ハナ肇（ - 1990年、東軍キャプテン）
- 谷啓
- 堺正章（ - 1994・2003 - 2010年 キャプテン・演技者兼務）
- 井上順（ - 1993年 キャプテン・演技者兼務）
- 小堺一機（1994 - 1996年 キャプテン・演技者兼務）
- 草彅剛（1997 - 1999年）
- 香取慎吾（1997 - 1999年）
- 笑福亭鶴瓶（2000 - 2002・2004・2005年）
- 南原清隆（2000 - 2002年）
- 久本雅美（2005・2006年、2006年は演技者兼務）
- ネプチューン（2007・2008年 演技者兼務）

1999年は各チームの応援団長、2003年から2005年は各軍の監督、それ以外は各チームのキャプテンとなっている。1960年代中盤から1980年代にかけては同番組の看板タレントであるクレージーキャッツのハナ肇が東軍、植木等が西軍のキャプテンを務めており、その下にクレージー及びドリフターズのメンバーが副キャプテン格として位置付けられるという体制が長らく続いていた。

### 補足
- 1965年に初めて司会者が設置され、高橋圭三が抜擢された。以降1990年までの計26回で司会者は高橋、芳村真理、逸見政孝、一度だけの露木茂と代わっている。特に1971年から1985年の15回連続で高橋・芳村コンビが定着しており、年末の『レコ大』『紅白』と並ぶ大型年末年始番組として長らく支持されて来た。その高橋は、1967年1月から1968年9月に同局で週レギュラーで放送していたかくし芸番組『スター芸能大会』（1968年5月から9月間は『対抗・スターかくし芸』と改題）の司会も務めており、「かくし芸番組の司会」のイメージが高かった。
- 東軍西軍は箱根の山が境であるという発言を1983年に高橋がしているが、高木は西軍など矛盾している存在もいる。
- その後、1991年から1995年までは紅白両軍（当時）キャプテンが司会を兼務するスタイルに変更。長期に亘りかくし芸に関わり続けて来た井上順（1991年は白、1992年と1993年は紅キャプテン）・堺正章（1991年は紅、1992年と1993年は白キャプテン）の盟友コンビが司会を務めることになり

1993年を以て井上はかくし芸を降板、翌1994年からは小堺一機が紅組キャプテン役を兼ねて堺と共に司会を務めた。1993年は1回のみ逸見政孝が総合司会として司会に復帰した。1994年と1995年は総合司会を置かず八木亜希子アナウンサー（当時）を進行役に、森口博子・中山秀征・山瀬まみ・松本明子・SMAP（1995年のみ）が両軍司会を務めた。
- すべての総合司会者はナベプロに所属していないタレント及びフジテレビアナである。女性司会者は、1990年の芳村の勇退後はすべてフジテレビ所属の女子アナが担当している。2000年に入ると、キャプテンが概ねナベプロの人気タレント中心になった。

## エピソード
- 1993年4月5日の19:00 - 22:24に30回記念特番『スターかくし芸大会!栄光の30年スペシャル』を放送。

- 1998年1月15日の「強力!木スペ120分」枠で35回記念特番『かくし芸35周年記念!あのシーンをもう一度 秘蔵VTR100連発スペシャル』を放送。過去35回のかくし芸大会で放送されたかくし芸の中でもう一度見たいかくし芸をランキングで発表した。司会は中居正広、松本明子、原千晶。1位は1993年のSMAPの「正真カラテ」だった。募集は前の年の1997年12月末に中山秀征他の司会による12:00 - 14:00枠の事前特番の中で告知した。
- 今までの最多人数は2001年の「郷土芸能・銭太鼓でドーン!」の56人（ホンジャマカ、千秋、ドロンズ、佐藤江梨子、乙葉他）である。
- 堺は「ミスターかくし芸」の称号を持ち、92年のテーブルクロス引きは顔合わせの時点で成功してしまい、仕方なく練習日は先生と旅行に行った。
- 1992年に番組のオープニングで余興をしてもらうということでブルース・ウィリスにそれをお願いしたところ、「馬鹿馬鹿しい」と言う理由で怒って帰国してしまい、チャーリー・シーンに急遽頼んだところOKが出た。この時に披露したものは日本の「八木節」であった。
- 1996年では審査員の要望から得点盤で最低6点しか出ず5点以下の時はマジックインキでフリップに書いたが、「スーパーチャレンジショー」で唯一森光子だけ「01」を書き1点を出した。
- 2000年に辛口審査になるが、審査員の態度の悪さとわざと低く点数を出すなどで出演者や視聴者に反感を買ってしまい、2001年放送回では前年とほぼ同じ審査員を起用したが、出演者の一時退場事件が影響しその審査員が追放同然の降板となった。このことが2002年で大きく影響し視聴率が低迷した。原因にもなった2000年～2002年に総合プロデューサーを担当した水口昌彦の人事異動と、一時的な降板や後述の事件などで番組の人気を凋落に至ってしまう一因に挙げられた。
- 2002年～2004年の「ワンナイR&R」のチーム演目や、2003年・2004年の「めちゃ×2イケてるッ!」のスタッフ主体によるモーニング娘。のオープニング演目は、担当スタッフ達による過剰なバラエティ風の演出を行った軽薄な内容になったため出演者・視聴者から相当の批判が相次ぎ、2005年ではこれらに関わった関係者の一部を除外した。

## 関東地区での再放送
関東地区では本放送後、必ず再放送を行っており、1970年代では概ね本放送の約2週間後の当時の「成人の日」である1月15日の午後に放送していた。
1980年代からは、毎年1月の第1または第2土曜日に変更、土曜14時台の『土曜スペシャル』（以降『土SP』と略記）を枠拡大して放送した。その放送は、当初は土曜13時台の『サタデーイベントアワー』（同『サタイベ』）を休止して拡大、本放送が2部体制になった1983年と1984年では、直後の『土曜映画劇場』→『土曜ワイド』（同『土W』）も休止し、2部をひとまとめにして放送、1985年から1987年では『サタイベ』で第1部、『土SP』で第2部をそれぞれ枠拡大して放送、1988年はから1部に戻ったため、以後は再び『土SP』を枠拡大して放送した。
1989年は当初1月7日に12:00 - 15:00枠で再放送する予定であったが、当日に昭和天皇が崩御し翌8日までの特別編成になったため放送できず、放送はかなり遅れて2月25日と3月4日の土曜16:00 - 17:54（『土W』枠）で放送、唯一1月以外での再放送となった。
いずれの時でも放送する時には画面下に「この番組は○○○○年1月○日に放送されたものです」という断り書きのテロップを添えて放送した。

## 他番組でのパロディ
- 1983年に放送された『爆笑!!ドットスタジオ』（テレビ朝日系）のTV番組をヤクザ風にパロディするコーナー「極道テレビ花田組」で、「新春オールヤクザかくし芸大会」として放送されたことがある。関東ヤクザの「東組」と関西ヤクザの「西組」が対決する物で、本家にレギュラー出演しているハナ肇が審査委員長役で登場した。
- 2003年には『とんねるずのみなさんのおかげでした』（フジテレビ系）で1997年以降出演しなくなったとんねるずの2人がかくし芸をする「かくし芸大会」を放送。本家の『新春かくし芸大会』のスタジオセットを用いて行い司会は本家同様に八木亜希子、審査員に本家にも出演した小池栄子らが出ていた。
- 2006年3月18日の『やりすぎコージー』（テレビ東京系）で、「フジテレビでは見せられないよ!どこで披露すんねん!本当のかくし芸大会」を放送。
- 2007年1月7日の『ハロー!モーニング。』（テレビ東京）で、この番組のミニバージョンとも言える「新春!かくし芸大会」が放送された。挑戦したのはモーニング娘。の藤本美貴と亀井絵里（いずれも当時）及びOGの辻希美だった。
- 2008年には、『めちゃ²イケてるッ!』（フジテレビ系）内でレギュラーメンバーによる「新春!かくしておきたい芸大会」を本家のスタジオセットを用いて行った。
- 2010年1月27日には、『はねるのトびら』（フジテレビ系）内でレギュラーメンバーの山本博（ロバート）と鈴木拓（ドランクドラゴン）が「遅春かくしてた芸大会」として本家のスタジオセットを用いて行った。

## その他
- フジテレビアーカイブセンターに現存する『かくし芸』の映像は1966年放送の第3回が最古であり、一部映像のない回もある。
- 2001年までは本番組の裏側を収めた事後番組（1996年までは「火曜ワイドスペシャル」枠で放送）を放送したが、2002年からは「かくし芸への道」として事前番組を放送している。
- これまでかくし芸大会に出演していた堺は、2011年〜2014年、2017年、及び2023年の元旦に放送の『新春!カラオケバトル』（2011年〜2014年）→『THEカラオケ★バトル U-18・アマ・大学生統一王者決定戦』（2017年）→『THEカラオケ★バトル またまたそれやっちゃう?』（2023年）（テレビ東京系）に出演している。

## 番組スタッフ
- 企画・ディレクター:椙山浩一
- テーマ音楽（『一月一日』の編曲）：宮川泰（ - 1989年）→たかしまあきひこ（1990年 - 2010年）
- 劇中演目音楽担当：宮川泰 / たかしまあきひこ / 広瀬健次郎 / 森岡賢一郎 他
- 演奏:ダン池田とニューブリード、豊岡豊とスイングフェイス、フラワーアンサンブル他
- 監修:塚田茂（1985年以降）
- 構成:塚田茂（初期 - 1980年代）、奥山侊伸（1970年代 - 1990年代）、高田文夫（1980年代 - 1990年代）、玉井貴代志（1980年代より参加、2008年は堺正章演目の構成も担当）、沢口義明、大谷哲郎、廣岡豊、枝常弘、小高浩、加藤晃、鈴木桂、小堀陽子、君塚良一、遠藤察男、清水堅太郎 他
- プロデューサー:岡田太郎（吉永小百合の夫、吉永は審査員を務めたこともある）、石黒正保、王東順、井上信悟 他
- 演目担当ディレクター（演出担当）:熊田共一、木村忠寛、渡邉光男、井上信悟、加藤友和、港浩一、吉田正樹、新井義春、三宅恵介 他
- タイムキーパー：伊佐次千恵子、横田幸子、長谷川啓子、舟岡由紀、山口美香 他
- 振付 / コレオグラファー：西条満、土居甫、三浦亨、菊地ヒロユキ、花柳糸之、小井戸秀宅、平野弥生
- 制作協力:<初期>フジ制作 他、<後期>BEE BRAIN、IVSテレビ制作、D:COMPLEX、ワタナベエンターテインメント
- 企画制作:渡辺プロダクション、フジテレビ

1982年
- プロデューサー:阿木武史・網井雄三・森弘明・森本精人・野上久明（渡辺プロダクション）、宮本洋（フジテレビ）
- 制作:砂田実（渡辺プロダクション）、熊谷雅弘（フジテレビ）

1983年
- プロデューサー:阿木武史・網井雄三・森弘明・森本精人（渡辺プロダクション）、熊谷雅弘（フジテレビ）
- 制作:砂田実（渡辺プロダクション）

1985年
- プロデューサー:網井雄三・森弘明・森本精人（渡辺プロダクション）、岡田太郎（フジテレビ）
- 制作:阿木武史（渡辺プロダクション）

1987年
- プロデューサー:網井雄三（渡辺プロダクション）、王東順（フジテレビ）
- 制作:阿木武史（渡辺プロダクション）、内野益男（フジテレビ）

1988年
- プロデューサー:網井雄三（渡辺プロダクション）、王東順（フジテレビ）
- 制作:阿木武史（渡辺プロダクション）、富永泰夫（フジテレビ）

1991年
- プロデューサー:森弘明（渡辺プロダクション）、新井義春（D3 Company）、王東順・熊田共一（フジテレビ）
- 制作:諸岡義明（渡辺プロダクション）、浪久圭司（フジテレビ）

1992年
- プロデューサー:森弘明（渡辺プロダクション）、王東順・熊田共一（フジテレビ）
- 制作:諸岡義明（渡辺プロダクション）、浪久圭司（フジテレビ）

1993年
- 監修:塚田茂
- 構成:玉井貴代志/清水聖太郎、高橋秀樹、詩村博史、内村宏幸、清水東、柴田俊生、遠藤察男、君塚良一、秋元康/菊原共基、佐々木勝俊
- 制作:諸岡義明（渡辺プロダクション）
- プロデューサー:渡辺ミキ・篠崎重（渡辺プロダクション）
- 制作スタッフ:荻昌樹・東利昭・関口雅弘・柴田直哉・今井仁（渡辺プロダクション）
- アシスタント・プロデューサー:栗原美和子（フジテレビ）、木村基子、金子木の実
- アシスタント・ディレクター:青木淳一郎、伊藤嘉教、荒木靖、笠井昌章、井上幹夫、神原孝（フジテレビ）、加藤淑博、染谷昌彦、桜庭信一、坪田譲治（フジテレビ）、竹野弘、長野友弘、長江俊和、山崎典昭、八百板慎一、橋本裕生・小林利光
- 制作デスク:栗田美奈子、小松原靖代
- ディレクター:三宅恵介・荻野繁・鈴木恵悟・加藤友和・守谷徹・山縣慎司・木村忠寛・吉田正樹・石田英史（フジテレビ）/中野和男（メビウス）、永峰明、及川俊明（オイコーポレーション）、城間康男、豊島浩行、天野晃宏（共同テレビ）
- プロデューサー・ディレクター:王東順・熊田共一・井上信吾（フジテレビ）

1994年
- 演出：加藤友和（フジテレビ）
- 総合プロデューサー：王東順・熊田共一（フジテレビ）
- 制作：諸岡義明（渡辺プロダクション）、土屋登喜蔵（フジテレビ）

1995年
- 企画：諸岡義明（渡辺プロダクション）、久保田榮一（フジテレビ）
- 制作：井上信悟・佐藤義和（フジテレビ）
- 監修・プロデューサー：王東順（フジテレビ）
- 総合プロデューサー・総合演出：加藤友和（フジテレビ）
- プロデューサー：柴田直哉・堀越勝広・関口雅弘（渡辺プロダクション）、山縣慎司・大前一彦・加茂裕治・水口昌彦・石井正幸・荒井昭博ほか（フジテレビ）

1996年
- 企画:諸岡義明（渡辺プロダクション）、久保田榮一（フジテレビ）
- 制作進行:橋本裕生
- ディレクター:豊島浩行、深瀬雄介（フジテレビ）、林田竜一、天野晃宏（共同テレビ）、八百板慎一、坪田譲治（フジテレビ）、井上幹夫、夏野亮（フジテレビ）、冨田哲朗/須藤勝、大錦玄孝（日本テレワーク）
- プロデューサー:柴田直哉・堀越勝広・渡部隆（渡辺プロダクション）/荻昌樹・長南早苗（渡辺プロダクション）、三宅恵介・山縣慎司（フジテレビ）、守谷徹・後藤正行（フジテレビ）、木村基子、大前一彦・加茂裕治・小西康弘・水口昌彦・小須田和彦（フジテレビ）/渡辺万由美（渡辺プロダクション）
- 総合プロデューサー:加藤友和（フジテレビ）
- 制作:井上信悟（フジテレビ）

1997年
- 企画:諸岡義明（渡辺プロダクション）、久保田榮一（フジテレビ）
- 編成:大多亮・吉田正樹・堤靖芳・和田行（フジテレビ）
- ディレクター:深瀬雄介（フジテレビ）、及川俊明（オイコーポレーション）、城間康男、夏野亮・坪田譲治・三宅恵介（フジテレビ）、染谷昌彦、中村肇（BEE BRAIN）、神原孝（フジテレビ）、岩本仁志、内藤和明（FCC）、天野晃宏（共同テレビ）、望月聡（D'z）、高橋純一（Jアソシエイツ）、中野和男（メビウス）、平林長務
- プロデューサー:渡部隆・柴田直哉・堀越勝広（渡辺プロダクション）、伊藤有何子、林下勝彦、長南早苗（渡辺プロダクション）、荒井昭博（フジテレビ）、木村基子、水口昌彦・後藤正行・加茂裕治・木村忠寛・小西康弘・石井正幸・亀山千広（フジテレビ）
- 制作:井上信悟・佐藤義和（フジテレビ）
- 演出:加茂裕治（フジテレビ）
- ゼネラルプロデューサー:王東順（フジテレビ）

1998年
- 企画:諸岡義明（渡辺プロダクション）、久保田榮一（フジテレビ）
- 制作:井上信悟・佐藤義和（フジテレビ）
- ゼネラルプロデューサー:王東順（フジテレビ）
- 総合プロデューサー・総合演出:水口昌彦（フジテレビ）
- プロデューサー:渡部隆、堀越勝広、柴田直哉、鈴木とも子、長南早苗（渡辺プロダクション）、荒井昭博・後藤正行・大平司・石井正幸・小畑芳和・加茂裕治・矢延隆生・きくち伸（フジテレビ）

2000年
- 制作:諸岡義明（渡辺プロダクション）、井上信悟（フジテレビ）
- 構成:玉井貴代志/野中浩之、舘川範雄、加藤智久、大野ケイスケ、渡辺鐘、鶴間政行、鈴木おさむ、小笠原英樹、伊藤正宏、清水東、倉本美津留、三木聡、松井洋介、山路勝也
- プロデューサー:渡部隆/金佐智絵、鈴木美帆（渡辺プロダクション）
- 美術制作:小須田和彦
- デザイン:山本修身 他
- 美術進行:伊藤則緒 他
- 技術:佐藤五十一
- タイムキーパー:石井成子、槇加奈子
- メイキング:豊島浩行、青木淳一郎、大橋昭仁、土居勝徳、米田哲、藤沼美香
- 制作進行:千葉洋美、福井倫子（クリーク・アンド・リバー社）
- 制作デスク:廣瀬益己
- 広報:為永佐知男（フジテレビ）
- 編成:小林義和・夏野亮（フジテレビ）
- ディレクター:後藤優、有馬智子・福原伸治・岩村真理子（フジテレビ）、印田弘幸、金子傑・神原孝（フジテレビ）、庄司孝、城間康男、遠藤達也（ステイ）、亀田剛、伊戸川俊伸（オイコーポレーション）、宮道治朗（フジテレビ）、中村肇（BEE BRAIN）
- プロデューサー:吉田正樹/きくち伸（フジテレビ）、西敏也（BEE BRAIN）、荒井昭博・徳光芳文・清水宏泰・石井正幸・栗原美和子・小松純也・中村百合子（フジテレビ）
- プロデューサー・総合演出:水口昌彦（フジテレビ）
- ゼネラルプロデューサー:王東順（フジテレビ）

2001年
- 制作:諸岡義明（渡辺プロダクション）、井上信悟（フジテレビ）
- 構成:玉井貴代志/野中浩之、板坂尚、清水東、澤井康成、鶴間政行、鈴木おさむ、大田一水、山路勝也、松井洋介、笹川勇
- 制作スタッフ:大和田宇一・林英臣・金佐智絵・広瀬益己・向山典子（渡辺プロダクション）
- 美術制作:小須田和彦、小林剛浩
- デザイン:棈木陽次 他
- 美術進行:伊藤則緒 他
- 技術:佐藤五十一
- タイムキーパー:楮本眞澄
- メイキング:D:COMPLEX
- 制作進行:嶋田武史、小曽根雅記
- 広報:為永佐知男（フジテレビ）
- 編成:小林義和・金田耕司・夏野亮・中村百合子（フジテレビ）
- ディレクター:後藤優、渡辺俊介・戸渡和孝（フジテレビ）、伊戸川俊伸（オイコーポレーション）、戸松準、印田弘幸（オイコーポレーション）、荷見基成、城間康男、有川崇、早川和孝、小仲正重・神原孝（フジテレビ）、中村肇（BEE BRAIN）、大錦玄孝（日本テレワーク）
- アシスタントプロデューサー:朝妻一（フジテレビ）、小野謙吾、朝倉千代子
- プロデューサー:きくち伸・松村匠・原田冬彦・荒井昭博・栗原美和子・徳光芳文（フジテレビ）、西敏也（BEE BRAIN）、古賀憲一（日本テレワーク）
- 調整プロデューサー:港浩一・松野博文・清水宏泰（フジテレビ）
- MC演出:小松純也（フジテレビ）
- 総合演出:宮道治朗（フジテレビ）
- 総合プロデューサー:渡部隆（渡辺プロダクション）、水口昌彦・吉田正樹（フジテレビ）
- 監修・ゼネラルプロデューサー:王東順（フジテレビ）

2002年
- 制作:諸岡義明（渡辺プロダクション）、港浩一（フジテレビ）
- 構成:玉井貴代志/山路勝也、堀江利幸、田中到、松井洋介、福原フトシ、石原健次、渡辺鐘、榊暁彦、柏木克紀、小笠原英樹、鶴間政行、大田一水、清水東、とちぼり元、板坂尚、井上知幸
- 制作スタッフ:大和田宇一・向山典子（渡辺プロダクション）
- 美術制作:小須田和彦
- デザイン:石森慎司 他
- 美術進行:伊藤則緒 他
- 技術:勝村信之
- タイムキーパー:石井成子
- メイキング:D:COMPLEX
- 制作進行:福井倫子（クリーク・アンド・リバー社）
- 制作デスク:渡辺庸子
- 広報:出澤真理子（フジテレビ）
- 編成:手塚久・金田耕司・中村百合子（フジテレビ）
- ディレクター:阿部一志（BEE BRAIN）、深沢一浩（CONTROL）、佐々木敦規・武田直也（D:COMPLEX）、志方聡・古江学・渡辺琢・佐々木将（フジテレビ）、印田弘幸（オイコーポレーション）、早川和孝、伊戸川俊伸（オイコーポレーション）、宮道治朗・渡辺俊介（フジテレビ）、有川崇、大岡慎介、城間康男、石井栄一・北澤裕史（BEE BRAIN）
- プロデューサー:吉田正樹・清水宏泰（フジテレビ）/西敏也・高橋里香（BEE BRAIN）、柳生昌也・相良和矢（CONTROL）、西山雅庸・西雅史（D:COMPLEX）、石井正幸・加茂裕治・荒井昭博・坪田譲治・栗原美和子・朝妻一・松村匠（フジテレビ）
- MC演出:小松純也（フジテレビ）
- 総合演出:神原孝（フジテレビ）
- 総合プロデューサー:渡部隆（渡辺プロダクション）、水口昌彦（フジテレビ）

2003年
- 制作:諸岡義明（渡辺プロダクション）、港浩一（フジテレビ）
- 構成:玉井貴代志/渡辺真也、村上卓史、松井洋介、福原フトシ、石原健次、渡辺鐘、榊暁彦、柏木克紀、板坂尚、米本大語、三木聡、遠藤察男、平松政俊、金沢トモキ、田中大祐、内村宏幸
- 制作スタッフ:柴田直哉・岡野博（渡辺プロダクション）
- 美術制作:小須田和彦
- デザイン:桐山三千代 他
- 美術進行:伊藤則緒 他
- 技術:佐藤五十一
- タイムキーパー:楮本眞澄
- 制作進行:西雅史（D:COMPLEX）、小野謙吾、佐々木彩、小林智武、古賀太隆（D:COMPLEX）
- FD:佐々木敦規・奥村達哉（D:COMPLEX）、木村剛（フジテレビ）
- 広報:猪熊伴子（フジテレビ）
- デスク:長友里香
- 編成:神﨑素子・熊谷剛（フジテレビ）
- ディレクター:＜オープニング＞片岡飛鳥（フジテレビ）、北沢建一、＜西軍＞阿部一志（BEE BRAIN）、渡辺琢（フジテレビ）、伊戸川俊伸（オイコーポレーション）、遠藤達也（ステイ）、小仲正重・高橋正秀（フジテレビ）、＜東軍＞深沢一浩（CONTROL）、渡辺俊介（フジテレビ）、須藤勝（BEE BRAIN）、小柳仁、小松伸一、有川崇、疋田雅一（HiHo-TV）、＜応援＞吉成康道
- プロデューサー:＜オープニング＞きくち伸（フジテレビ）、＜西軍＞西敏也（BEE BRAIN）、後藤優、伊藤征章・坪田譲治・加茂裕治・小松純也（フジテレビ）、朝倉千代子、＜東軍＞相良和矢・柳生昌也（CONTROL）、関卓也（フジテレビ）、篠原一成、鈴木吉弘・朝妻一・神原孝（フジテレビ）、＜応援＞深瀬雄介（フジテレビ）
- 総合演出:宮道治朗（フジテレビ）
- 総合プロデューサー:松村匠（フジテレビ）、大和田宇一（渡辺プロダクション）
- 総合監修:吉田正樹（フジテレビ）

2004年
- 制作:渡辺ミキ・諸岡義明（渡辺プロダクション）、港浩一（フジテレビ）
- 構成:玉井貴代志/渡辺真也、板坂尚、松井洋介、福原フトシ、石原健次、渡辺鐘、榊暁彦、小野寺雅之、金沢トモキ、伊藤展之、樋口卓治、小笠原英樹、町田裕章、遠藤察男、内村宏幸、田中大祐
- 制作スタッフ:柴田直哉・市川康久・小泉美華・神田正行（渡辺プロダクション）
- 美術制作:石鍋伸一朗、行武直高、大坊雄二
- デザイン:桐山三千代 他
- 美術進行:伊藤則緒 他
- 技術:勝村信之
- タイムキーパー:楮本眞澄、山口美香
- 制作進行:後藤優、小林智武
- 広報:宇佐見順子・北野あすか（フジテレビ）
- デスク:長友里香
- 編成:金田耕司・熊谷剛（フジテレビ）
- ディレクター:＜オープニング＞片岡飛鳥・明松功（フジテレビ）、北沢建一、＜エキシビジョン＞小松純也（フジテレビ）、＜西軍＞伊戸川俊伸（オイコーポレーション）、佐々木敦規、村上寿一、渡辺琢・小仲正重・藪木健太郎・飯村徹郎（フジテレビ）、＜東軍＞深沢一浩（CONTROL）、城間康男、小松伸一、太田一平（フジテレビ）、疋田雅一（HiHo-TV）、三浦淳（フジテレビ）・有川崇
- プロデューサー:＜オープニング＞きくち伸・中嶋優一（フジテレビ）、＜西軍＞朝妻一（フジテレビ）、西雅史・田本紀子（D:COMPLEX）、伊藤征章・高橋正秀・坪田譲治（フジテレビ）、志賀直哉、＜東軍＞柳生昌也・相良和矢（CONTROL）、清水宏泰（フジテレビ）、田隝宗昭、須藤勝、神原孝・瑞光玲子（フジテレビ）
- 総合監修:吉田正樹（フジテレビ）
- 総合演出:宮道治朗（フジテレビ）
- 総合プロデューサー:大和田宇一（渡辺プロダクション）、松村匠（フジテレビ）

2005年
- 制作:渡辺ミキ・諸岡義明（渡辺プロダクション）、港浩一・吉田正樹（フジテレビ）
- 構成:玉井貴代志/高須光聖、松井洋介、小笠原英樹、板坂尚、福原フトシ、榊暁彦、内村宏幸、平松政俊、金井夏生、堀田延、石原健次、柏木克紀、藤谷弥生
- 制作スタッフ:柴田直哉・市川康久（渡辺プロダクション）
- 美術制作:行武直高、大坊雄二、三竹寛典
- デザイン:鈴木賢太 他
- 美術進行:林勇 他
- 技術:勝村信之
- タイムキーパー:楮本眞澄
- 制作進行:中附智貴
- 広報:かまやつ太郎（フジテレビ）
- デスク:林田直子
- 編成:金田耕司・熊谷剛（フジテレビ）
- ディレクター:＜西軍＞伊戸川俊伸（オイコーポレーション）、城間康男、近藤真広・佐久間司・藤沼聡（フジテレビ）、福浦与一・澤井慎幸（IVSテレビ制作）、飯村徹郎（フジテレビ）、＜東軍＞藪木健太郎（フジテレビ）、神尾昌宏（D:COMPLEX）、江本薫（フジテレビ）、有川崇、仲村孝明、須藤勝（BEE BRAIN）、小柳仁、疋田雅一（HiHo-TV）、三浦淳（フジテレビ）、＜応援＞亀高美智子（フジテレビ）
- プロデューサー:＜西軍＞朝妻一・佐々木将（フジテレビ）、田隝宗昭、田村朋子（BEE BRAIN）、高橋正秀・坪田譲治（フジテレビ）、＜東軍＞きくち伸・清水宏泰・伊藤征章・坪井貴史（フジテレビ）、三浦政信、神原孝（フジテレビ）・瑞光玲子（フジテレビ）
- 総合監修:宮道治朗（フジテレビ）
- 総合演出:小仲正重（フジテレビ）
- 総合プロデューサー:大和田宇一（渡辺プロダクション）、松村匠（フジテレビ）

2006年
- 制作総合指揮:渡辺ミキ・諸岡義明（渡辺プロダクジョン）、港浩一（フジテレビ）
- 制作:西山仁紫・水口昌彦・吉田正樹（フジテレビ）
- 構成:玉井貴代志/板坂尚、酒井健作、山内正之、柳しゅうへい、金井夏生、小笠原英樹、堀田延、内村宏幸、平松政俊、高橋裕幸
- 制作スタッフ:市川康久・山田俊介・柴田直哉（渡辺プロダクション）
- 美術制作:大坊雄二、三竹寛典、清水淳司
- デザイン:鈴木賢太 他
- 美術進行:林勇 他
- 技術:勝村信之
- タイムキーパー:楮本眞澄
- 制作進行:長南早苗（渡辺プロダクション）、内海雅、古賀太隆（D:COMPLEX）
- 広報:片山正康（フジテレビ）
- デスク:林田直子
- 編成:金田耕司・熊谷剛（フジテレビ）
- ディレクター:蜜谷浩弥（フジテレビ）、城間康男、谷口大二・赤池洋文・近藤真広・佐久間司・藪木健太郎・藤沼聡・飯村徹郎（フジテレビ）、須藤勝（BEE BRAIN）、小柳仁、田中孝明、松村耕平、疋田雅一（HiHo-TV）、吉川修、有川崇、仲村孝明、萬匠祐基（フジテレビ）
- プロデューサー:坪田譲治・清水宏泰・加茂裕治（フジテレビ）、西雅史（D:COMPLEX）、松村匠（フジテレビ）、田村朋子（BEE BRAIN）、きくち伸・宮道治朗・坪井貴史（フジテレビ）、三浦雅登（BEE BRAIN）、石井浩二・朝妻一・佐々木将（フジテレビ）・高橋正秀（フジテレビ）
- 総合演出:小仲正重・三浦淳（フジテレビ）
- 総合プロデューサー:大和田宇一（渡辺プロダクション）、神原孝（フジテレビ）

2007年
- 制作総指揮:渡辺ミキ・諸岡義明（ワタナベエンターテインメント）、港浩一（フジテレビ）
- 制作:水口昌彦・吉田正樹（フジテレビ）
- 構成:玉井貴代志/柳しゅうへい、内村宏幸、くらなり、平松政俊、福田雄一、堀田延、酒井健作、小笠原英樹、矢野了平、大平カンフー、伊東雅司
- 制作スタッフ:阿萬文則・中間恒・山田俊介・柴田直哉（渡辺プロダクション）
- 美術制作:大坊雄二、三竹寛典、古江学
- デザイン:鈴木賢太 他
- 美術進行:林勇 他
- 技術:勝村信之
- タイムキーパー:楮本眞澄
- 制作進行:仲村孝明、古賀太隆（D:COMPLEX）
- 広報:片山正康（フジテレビ）
- デスク:林田直子
- 編成:熊谷剛・成戸真知子（フジテレビ）
- 監修:小仲正重（フジテレビ）
- ディレクター:谷口大二（フジテレビ）、有川崇、赤池洋文・山本布美江・金子傑（フジテレビ）、城間康男、浅野克己、石川綾一（フジテレビ）、名城ラリータ、西塚護、渡辺資、藪木健太郎・藤沼聡（フジテレビ）、疋田雅一（HiHo-TV）、島本亮（フジテレビ）、原武範（アズバーズ）、飯村徹郎（フジテレビ）、武島義之、木村剛（フジテレビ）、永松近也、蜜谷浩弥・萬匠祐基・三宅恵介（フジテレビ）
- プロデューサー:加茂裕治（フジテレビ）、小野謙吾、西雅史（D:COMPLEX）、和田実・石井浩二・清水宏泰・北口富紀子（フジテレビ）、田隝宗昭、宮道治朗・きくち伸・坪井貴史（フジテレビ）、須藤勝、松村匠・朝妻一・門澤清太（フジテレビ）
- 総合演出:三浦淳（フジテレビ）
- 総合プロデューサー:大和田宇一（ワタナベエンターテインメント）、神原孝（フジテレビ）

2008年
- 制作総指揮:渡辺ミキ・諸岡義明（ワタナベエンターテインメント）、港浩一（フジテレビ）
- 制作:水口昌彦・吉田正樹（フジテレビ）
- 構成:玉井貴代志/小笠原英樹、内村宏幸、福田雄一、平松政俊、大井洋一、古川順一、酒井健作、矢野了平、山本太臓、下田雄大
- 制作スタッフ:中間恒・山田俊介・後藤尚・大野もも・加藤見和子（渡辺プロダクション）
- 美術制作:大坊雄二、三竹寛典、清水淳司
- デザイン:棈木陽次 他
- 美術進行:林勇 他
- 技術:勝村信之
- タイムキーパー:楮本眞澄
- 制作進行:仲村孝明、古賀太隆（D:COMPLEX）、和田健・堀川香奈（フジテレビ）
- 広報:片山正康（フジテレビ）
- デスク:林田直子
- 編成:熊谷剛・成戸真知子（フジテレビ）
- ディレクター:夫馬教行、有川崇、狭間英行・金子傑・島本亮（フジテレビ）、伊藤嘉彦、藤沼聡・赤池洋文・飯村徹郎（フジテレビ）、大村嘉範、木村剛（フジテレビ）、城間康男、奥村達哉（D:COMPLEX）、郡亮太、萬匠祐基・藪木健太郎（フジテレビ）、原武範（アズバーズ）、長沼昭悟
- プロデューサー:西雅史（D:COMPLEX）、和田実（フジテレビ）、小沢英治（D:COMPLEX）、加茂裕治・石井浩二・清水宏泰・坪井貴史（フジテレビ）、田隝宗昭、宮道治朗（フジテレビ）、須藤勝、朝妻一（フジテレビ）、三浦雅登（BEE BRAIN）、松村匠（フジテレビ）
- 総合演出:三浦淳（フジテレビ）
- 総合プロデューサー:大和田宇一（ワタナベエンターテインメント）、神原孝（フジテレビ）

2010年
- 制作総指揮:渡辺ミキ・諸岡義明（ワタナベエンターテインメント）、港浩一（フジテレビ）
- 総合監修:吉田正樹（ワタナベエンターテインメント）
- 制作:小須田和彦・清水宏泰（フジテレビ）
- 総合プロデューサー:大和田宇一（ワタナベエンターテインメント）、小松純也・宮道治朗（フジテレビ）
- プロデューサー:中間恒（ワタナベエンターテインメント）、亀高美智子（フジテレビ）、近藤孝子（共同テレビ）
- 総合演出:木村剛（フジテレビ）
- 演目プロデューサー:狭間英行（フジテレビ）、三浦雅登・太田兼仁（BEE BRAIN）
- 演目演出:藪木健太郎（フジテレビ）
- 構成:玉井貴代志

## ネット局
系列は現在の系列。○は現在他系列局だが、放送当時はフジテレビ系列局や他系列とのクロスネットだった局。
| 放送対象地域          | 放送局             | 系列                                         | 備考 |
| --------------------- | ------------------ | -------------------------------------------- | --- |
| 関東広域圏            | フジテレビ         | フジテレビ系列                               | 制作局                                                                                                   |
| 北海道                | 札幌テレビ         | 日本テレビ系列                               | ○1972年まで                                                                                              |
| 北海道                | 北海道文化放送     | フジテレビ系列                               | 1973年から                                                                                               |
| 青森県                | 青森放送           | 日本テレビ系列                               | 2002年まで                                                                                               |
| 岩手県                | IBC岩手放送        | TBS系列                                      | 1991年まで                                                                                               |
| 岩手県                | 岩手めんこいテレビ | フジテレビ系列                               | 1992年から                                                                                               |
| 宮城県                | 仙台放送           | フジテレビ系列                               | |
| 秋田県                | 秋田テレビ         | フジテレビ系列                               | |
| 山形県                | 山形放送           | 日本テレビ系列                               | 1969年のみ                                                                                               |
| 山形県                | 山形テレビ         | テレビ朝日系列                               | ○1971年から1993年まで                                                                                    |
| 山形県                | さくらんぼテレビ   | フジテレビ系列                               | 1998年から                                                                                               |
| 福島県                | 福島中央テレビ     | 日本テレビ系列                               | ○1971年のみ                                                                                              |
| 福島県                | 福島テレビ         | フジテレビ系列                               | 1972年から                                                                                               |
| 山梨県                | 山梨放送           | 日本テレビ系列                               | 1995年まで                                                                                               |
| 山梨県                | テレビ山梨         | TBS系列                                      | 1996年から                                                                                               |
| 新潟県                | 新潟総合テレビ     | フジテレビ系列                               | |
| 長野県                | 信越放送           | TBS系列                                      | 1968年のみ                                                                                               |
| 長野県                | 長野放送           | フジテレビ系列                               | 1970年から                                                                                               |
| 静岡県                | テレビ静岡         | フジテレビ系列                               | |
| 富山県                | 富山テレビ         | フジテレビ系列                               | |
| 石川県                | 石川テレビ         | フジテレビ系列                               | |
| 福井県                | 福井テレビ         | フジテレビ系列                               | |
| 中京広域圏            | 東海テレビ         | フジテレビ系列                               | |
| 近畿広域圏            | 関西テレビ         |                                              | |
| 鳥取県                | 日本海テレビ       | 日本テレビ系列                               | 1970年まで、当時の放送エリアは鳥取県のみ                                                                 |
| 島根県 →鳥取県 島根県 | 山陰中央テレビ     | フジテレビ系列                               | 1971年から、1972年までの放送エリアは島根県のみ 1973年から1972年9月の電波相互乗り入れに伴い鳥取県でも放送 |
| 岡山県 →岡山県 香川県 | 岡山放送           | フジテレビ系列                               | 1979までの放送エリアは岡山県のみ 1980年から1979年4月の電波相互乗り入れに伴い香川県でも放送               |
| 香川県                | 西日本放送         | 日本テレビ系列                               | 電波相互乗り入れ前かつ岡山放送開局前の1966年・1968年・1969年に放送                                       |
| 広島県                | 広島テレビ         | 日本テレビ系列                               | ○1975年まで（1971年は放送なし）                                                                          |
| 広島県                | テレビ新広島       | フジテレビ系列                               | 1976年から                                                                                               |
| 山口県                | テレビ山口         | TBS系列                                      | ○2003年まで                                                                                              |
| 愛媛県                | テレビ愛媛         | フジテレビ系列                               | |
| 高知県                | 高知放送           | 日本テレビ系列                               | 1996年まで                                                                                               |
| 高知県                | 高知さんさんテレビ | フジテレビ系列                               | 1998年から                                                                                               |
| 福岡県                | 九州朝日放送       | テレビ朝日系列                               | ○1964年のみ                                                                                              |
| 福岡県                | テレビ西日本       | フジテレビ系列                               | 1965年から                                                                                               |
| 佐賀県                | サガテレビ         | フジテレビ系列                               | |
| 長崎県                | テレビ長崎         | フジテレビ系列                               | |
| 熊本県                | テレビくまもと     | フジテレビ系列                               | |
| 大分県                | テレビ大分         | 日本テレビ系列 フジテレビ系列                | |
| 宮崎県                | テレビ宮崎         | フジテレビ系列 日本テレビ系列 テレビ朝日系列 | |
| 鹿児島県              | 鹿児島テレビ       | フジテレビ系列                               | |
| 沖縄県                | 沖縄テレビ         | フジテレビ系列                               | |

### ネット局に関する備考
- 2000年まではフジテレビ系の全国ネットだったが2001年からはローカルセールスとなり、放送されていない地域がある。
- 1997年4月1日に開局したさくらんぼテレビと高知さんさんテレビの2局は、この年の『新春かくし芸大会』を両局の開局記念特別番組として放送した。両局は以後、翌1998年から同時ネットで放送されている。

#### 系列局での遅れ・先行ネット
- 1993年3月までフジテレビ系列局だった山形テレビは、1980年4月の山形放送の日本テレビ・テレビ朝日系列クロスネット化に伴い、日曜19:00 - 21:00枠が日本テレビ系同時ネット枠に変更されたため、1989年など放送日が日曜日の場合は遅れネットとなった。
- 日本テレビ系列とのクロスネット局だった広島テレビ（1975年9月まで）とテレビ長崎（1990年9月まで）や、NETテレビ→テレビ朝日系列とのクロスネット局だった岡山放送（1979年3月まで）は、放送曜日・時間帯が日本テレビまたはテレビ朝日の同時ネット枠[注 13]には遅れネットで放送されることが多かった他、同時ネットでも途中飛び乗りあるいは短縮編集版の裏送りとなることもあったが、1971年の広島テレビの様に放送枠が確保できず返上となった事例[注 14]や、1973年の岡山放送の様に16:00からの先行ネットとなった事例[4]もあった。
- 日本テレビ系列とのクロスネット局であるテレビ大分とテレビ宮崎は放送曜日により遅れ放送をした年があった。フジ系列優先日はTOSが火・木・金、UMKが月・水・木・土となっている。

## 同じフジテレビ系列で現在放送されている年始番組
- 初詣!爆笑ヒットパレード
- さんタク